# Baudrimont SE
El Baudrimont SE o Baudrimont sud-est és una muntanya de 3.026 m d'altitud, amb una prominència de 55 m, que es troba al massís del Mont Perdut, a la província d'Osca (Aragó).